# 혹성탈출: 반격의 서막
《혹성탈출: 반격의 서막》(영어: Dawn of the Planet of the Apes)은 2014년에 공개된 미국의 영화이다.《혹성탈출 영화 시리즈》중 하나이다.

## 주연
- 앤디 서키스 시저 역
- 게리 올드만 드레퓌스 역
- 제이슨 클락 말콤 역
- 손흥민